# Dominoes
Dominoes è una canzone di Syd Barrett proveniente dall'album Barrett, ultimo album di Syd Barrett pubblicato nel novembre del 1970.

## Descrizione
La canzone è peculiare fondamentalmente per due motivi: il primo è il fatto che i produttori della stessa sono David Gilmour e Richard Wright, suoi ex compagni nei Pink Floyd, che continuano a restargli accanto anche dopo la separazione sapendo che era dipendente dalle droghe e che aveva bisogno di aiuto. Infatti la separazione, o per meglio dire l'epurazione poiché avvenuta quasi unilateralmente da parte della band, era dovuta proprio alle condizioni di dipendenza da sostanze stupefacenti di Barrett.
Il secondo motivo è il fatto che in questa canzone si sente un assolo di chitarra di Syd "aspirato". La causa di ciò risiede nel fatto che David Gilmour, poco soddisfatto dei diversi assoli di Barrett in numerose registrazioni, si lamentò con lui, il quale propose di far partire la traccia base al contrario. In tal modo il ritmo risultava aspirato e difficile da seguire, e Barrett suonò un assolo seguendo quel ritmo. Facendo ripartire la traccia normalmente, rimasero così colpiti dal risultato che la lasciarono così e la pubblicarono nell'album.